# Julie Pellerin
Julie Pellerin est une auteure québécoise pour la jeunesse. Elle est née en 1979 à Trois-Rivières. Après avoir complété un baccalauréat en éducation préscolaire et en enseignement primaire à l'UQTR, elle a poursuivi ses études en littérature pour la jeunesse tout en faisant de la suppléance. C'est lors de ces années qu'elle a commencé à écrire pour la jeunesse. Aujourd'hui, Julie Pellerin enseigne au préscolaire dans une école internationale et écrit des romans jeunesse. Elle tient également un blogue intitulé Le blogue-notes de Julie Pellerin donnant des idées d'activités aux enseignants afin de promouvoir le plaisir de lire chez les enfants du préscolaire et du primaire.
À l'automne 2012, des dizaines de classes de la francophonie ont participé au projet Écouter lire le monde. Le roman Un spectacle pour Morgane, écrit par Julie Pellerin, a été le livre choisi pour le projet.